# Karl Bennert

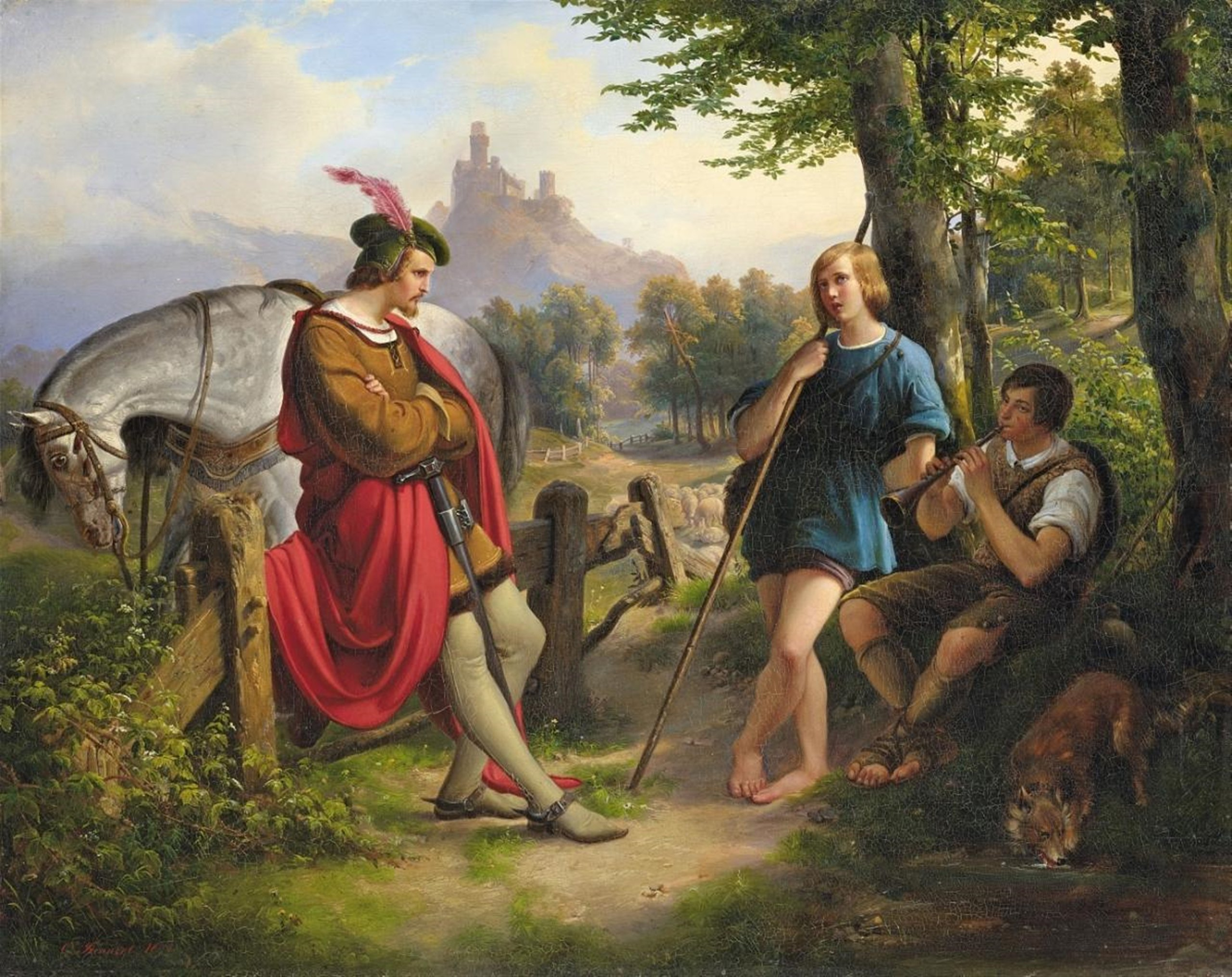
Golo, dem Gesang der Hirten lauschend

Karl Bennert (* 24. Dezember 1815 in Dortmund; † 25. Juli 1894 in Zürich) war ein deutsch-schweizerischer Porträt-, Historien- und Landschaftsmaler.
Karl Bennert studierte von 1832 bis 1838 an der Königlich-Preußischen Kunstakademie Düsseldorf bei Friedrich Wilhelm von Schadow und Karl Ferdinand Sohn und setzte sein Studium von 1838 bis 1848 in Brüssel und Paris fort. Danach war er zeitweise in Berlin, Dresden und Prag tätig, ließ sich für eine längere Zeit in Frankfurt am Main nieder. 1867 erhielt er das Zürcher Bürgerrecht und zog 1868 nach Zürich.
Zu seinen bekanntesten Werken gehören Golo, dem Gesang der Hirten lauschend und Van Dyck malt das Porträt Karl I. Er kopierte auch das Gemälde von Johann Heinrich Wilhelm Tischbein Goethe in der Campagna di Roma (Kopie im Frankfurter Romantik Museum).